# Ngwapa
Ngwapa – wieś w Botswanie w dystrykcie Central. Według spisu ludności z 2011 roku wieś liczyła 487 mieszkańców.